# Wacholderheiden bei Sellendorf
Wacholderheiden bei Sellendorf este o arie protejată (arie specială de conservare — SAC, sit de importanță comunitară — SCI) din Germania întinsă pe o suprafață de 37,21 ha, integral pe uscat.

## Localizare
Centrul sitului Wacholderheiden bei Sellendorf este situat la coordonatele 51°56′40″N 13°31′25″E / 51.9444°N 13.5236°E.

## Înființare
Situl Wacholderheiden bei Sellendorf a fost declarat sit de importanță comunitară în martie 2004 pentru a proteja 4 specii de animale. Situl a fost protejat și ca arie specială de conservare în martie 1981.

## Biodiversitate
Situată în ecoregiunea continentală, aria protejată conține 1 habitat natural: Formațiuni de Juniperus communis pe lande sau pajiști calcaroase.
La baza desemnării sitului se află mai multe specii protejate de  păsări (4): sfrâncioc roșiatic (Lanius collurio), ciocârlie de pădure (Lullula arborea), grangur (Oriolus oriolus), turturică (Streptopelia turtur).